# Seznam letalskih asov druge svetovne vojne
Seznam letalskih asov druge svetovne vojne je urejen po državah.

## Seznam
- seznam ameriških letalskih asov druge svetovne vojne,
- seznam belgijskih letalskih asov druge svetovne vojne,
- seznam bolgarskih letalskih asov druge svetovne vojne,
- seznam brazilskih letalskih asov druge svetovne vojne,
- seznam češkoslovaških letalskih asov druge svetovne vojne,
- seznam danskih letalskih asov druge svetovne vojne,
- seznam finskih letalskih asov druge svetovne vojne,
- seznam francoskih letalskih asov druge svetovne vojne,
- seznam grških letalskih asov druge svetovne vojne,
- seznam hrvaških letalskih asov druge svetovne vojne,
- seznam islandskih letalskih asov druge svetovne vojne,
- seznam italijanskih letalskih asov druge svetovne vojne,
- seznam jugoslovanskih letalskih asov druge svetovne vojne,
- seznam južnoafriških letalskih asov druge svetovne vojne,
- seznam kanadskih letalskih asov druge svetovne vojne,
- seznam letalskih asov Združenega kraljestva druge svetovne vojne,
- seznam madžarskih letalskih asov druge svetovne vojne,
- seznam nemških letalskih asov druge svetovne vojne,
- seznam nizozemskih letalskih asov druge svetovne vojne,
- seznam norveških letalskih asov druge svetovne vojne,
- seznam novozelandskih letalskih asov druge svetovne vojne,
- seznam poljskih letalskih asov druge svetovne vojne,
- seznam romunskih letalskih asov druge svetovne vojne,
- seznam slovenskih letalskih asov druge svetovne vojne,
- seznam sovjetskih letalskih asov druge svetovne vojne,
- seznam španskih letalskih asov druge svetovne vojne.